# Vrbičany (Litoměřicei járás)
Vrbičany település Csehországban, a Litoměřicei járásban. Vrbičany Keblice, Rochov, Siřejovice és Chotěšov településekkel határos. Lakosainak száma 318 fő (2024. január 1.).

## Népesség
A település lakosságának változását az alábbi diagram mutatja:
| Lakosok száma | 269  | 314  | 376  | 476  | 330  | 294  | 316  | 300  | 312  | 318  |
|               | 1869 | 1890 | 1921 | 1950 | 1980 | 2001 | 2017 | 2019 | 2022 | 2024 |